# Indicateur de biodiversité
Pour les articles homonymes, voir Indicateur et Biodiversité.
Un indicateur de biodiversité est un indicateur de la diversité des espèces animales et végétales, à l'échelle régionale ou globale.
Depuis le troisième sommet de la Terre en 1992  et le sommet mondial sur le développement durable en 2012, le suivi de la biodiversité est reconnu comme urgent et nécessaire. Ce suivi pose des problèmes d'une grande complexité, car il est humainement et techniquement impossible d'appréhender et suivre la biodiversité dans son ensemble : pour le seul domaine des espèces, seules 1,4 million d'espèces ont été identifiées sur un potentiel de quinze à cent millions (et parmi celles qui sont décrites, seules quelques milliers sont relativement bien suivies). On cherche donc à avoir une idée réaliste de la situation via quelques indicateurs pertinents. 
Ceux-ci doivent donner une idée juste de l'état de la biodiversité, des pressions qu'elle subit, et de la pertinence des réponses apportées par les actions de protection de la Nature. Il s'agit aussi de mesurer les tendances prospectives, pour éventuellement pouvoir les comparer à des situations que la planète a connues dans le passé. Il s'agit enfin d'aider les décideurs et les citoyens à hiérarchiser les priorités.
En 2014, un rapport de l'UICN France, dans le cadre de son travail d'accompagnement des collectivités territoriales, a proposé un cadre commun d’analyse et de réflexion pour définir leurs indicateurs de biodiversité.

## Rappels sur la biodiversité
Le terme de diversité biologique, utilisé dès les années 1960, a été remis au goût du jour et popularisé par Thomas Lovejoy en 1980. Il est désormais supplanté par sa contraction, le terme biodiversité, employé pour la première fois par Walter G. Rosen en 1986.
D'après le Programme des Nations unies pour l'environnement (PNUE), la diversité biologique, ou biodiversité, est la « variabilité des êtres vivants et des complexes écologiques auxquels ils appartiennent ». Elle inclut la diversité intraspécifique (diversité génétique), la diversité entre espèces (diversité spécifique) et la diversité des écosystèmes (diversité écosystémique).
Hubbell (2001) en a proposé une définition plus précise : la « richesse spécifique et l'abondance relative des espèces dans le temps et l'espace ». 
C'est cette définition qui sera conservée ici pour passer en revue les méthodes utilisées pour la mesurer.

## Richesse spécifique
Le terme de richesse spécifique utilisé largement depuis Jaccard (1902) donne le nombre de taxons donné dans un assemblage choisi. C'est la mesure la plus vieille et la plus intuitive de la diversité biologique mais elle n'est pas sans poser certains problèmes. Tout d'abord, il est rarement possible d'obtenir une richesse spécifique absolue, hormis pour des espèces de grande taille (grands mammifères, arbres). Il faut donc se contenter d'une estimation de la richesse spécifique obtenue via des inventaires souvent longs et coûteux à mettre en place. La richesse spécifique est ainsi souvent biaisée par l'intensité de l'effort d'échantillonnage, notamment pour des espèces dont la distribution spatiale est irrégulière.

## Les différents types de diversité biologique

### Diversité spécifique
La diversité spécifique prend en compte à la fois la richesse spécifique et l'abondance relative des espèces (« equitability ») dans un assemblage donné. Il existe de multiples indices pour mesurer la diversité spécifique qui donnent plus ou moins de poids à chacune de ses deux composantes. Ces indices ont chacun leurs avantages et leurs inconvénients et leur utilisation dépend de l'objectif de l'étude menée.
Les indices les plus utilisés sont les indices de Shannon, de Simpson. Hill (1973) a établi une expression synthétique des divers indices proposés ; elle a été analysée par Daget (1981, 2007).

### Diversité taxonomique
La diversité taxonomique prend en compte des informations phylogénétiques. Elle correspond, selon la définition fournie par Clarke et Warwinck en 1995, à la longueur moyenne du chemin, dans la classification hiérarchique, entre deux organismes choisis aléatoirement dans une communauté et tient donc compte de tous les niveaux taxonomiques (espèces mais aussi genres, familles et ordres). Autrement dit, elle part du principe qu'à richesse spécifique et « équitabilité » égales, la diversité d'une communauté sera plus grande si les espèces appartiennent à de nombreux genres différents que si elles sont toutes du même genre.
Il existe différentes manières de la mesurer dont l'indice de Clarke et Warwick, le « taxonomic distinctness index »  qui est en fait une extension de l'indice de Simpson, robuste vis-à-vis des variations dans l'intensité de l'effort d'échantillonnage.

### Diversité phylogénétique
La diversité phylogénétique reflète l'histoire évolutive accumulée par une communauté d'espèces et peut donc être mise en relation avec la  résilience des écosystèmes face aux changements environnementaux. La notion de diversité phylogénétique  suppose ainsi que l'extinction d'une espèce ayant une longue histoire évolutive et peu d'espèces proches parentes serait davantage préjudiciable en termes de biodiversité que celle d'une espèce ou sous-espèce récemment apparue.
La diversité phylogénétique est de plus en plus utilisée car il a été montré qu'elle expliquait bien la productivité des écosystèmes  et qu'elle représentait une histoire évolutive présentant un intérêt en biologie de la conservation ,.

### Diversité fonctionnelle
L'émergence relativement récente de cette nouvelle facette de la diversité biologique s'appuie sur le constat que la diversité fonctionnelle explique mieux le fonctionnement des écosystèmes (leur productivité, leur résilience) que les autres mesures classiques de diversité.
Il existe différentes façons de mesurer la diversité fonctionnelle, la plus simple étant de rassembler les espèces en groupes fonctionnels et de compter le nombre de groupes fonctionnels dans une communauté donnée. Il est également possible d'appliquer les indices de Simpson ou de Shannon aux abondances relatives de ces différents groupes fonctionnels. D'autres méthodes s'appuient quant à elles sur les distances phénotypiques entre espèces
.

## Diversité dans l'espace: Diversité alpha, bêta et gamma
Les différents types de diversité ont également été décomposés en trois composantes : locale (diversité α), entre sites (diversité β) et régionale (diversité γ),.

### Diversité alpha
La diversité α est une mesure du nombre d'espèces présentes dans un habitat uniforme de taille fixe à un temps donné.

### Diversité bêta
La diversité β correspond au taux de remplacement des espèces dans un gradient spatial environnemental — qu'il soit topographique, climatique ou d'habitat — au sein d'une zone géographique donnée.

### Diversité gamma
La diversité γ est le taux d'addition de nouvelles espèces quand on échantillonne le même habitat en différents endroits. Elle correspond donc à la diversité à l'échelle régionale. Elle est très élevée dans les forêts tropicales humides, et moins élevées dans les milieux extrêmes (très froids, très chauds, très acides...)

## Mesure de la biodiversité
Pendant longtemps, la mesure de la biodiversité s'est basée sur le nombre d'espèces d'un milieu donné et sur des indices simples ne prenant en compte que le nombre voire la proportion relative de ces différentes espèces. 
Or, étant donné la complexité de la notion de biodiversité et les nouveaux enjeux liés à son érosion massive et rapide, ce type de mesures a rapidement montré ses limites. Dès lors, de nombreuses études s’intéressant aux différentes facettes de la diversité biologique et aux moyens de les évaluer plus finement ont vu le jour. Les mesures de la biodiversité prennent désormais en compte des aspects phylogénétiques ou fonctionnels, qui se révèlent pertinents en biologie de la conservation notamment.

## Lacunes de connaissance
Elles ont plusieurs explications, dont ;
- importance du nombre estimé de taxons (plus de 30 microbiennes du sol) ;
- manque de moyens humains (on forme moins de naturalistes et spécialistes de la taxonomie alors que les besoins n'ont jamais été aussi importants), manque de moyens matériels et financiers, notamment dans les pays du sud qui sont souvent les plus pauvres, alors qu'ils ont la plus grande richesse en biodiversité. Les outils de connaissance scientifique, concernant la génétique et la modélisation notamment, sont dans les pays du nord, qui eux ont déjà perdu une grande partie de leur biodiversité ;
- difficulté à choisir des indicateurs consensuellement reconnus comme représentatifs de tous les pans et aspects de la biodiversité ;
- manque d'outils simples adaptés à l'évaluation des aspects génétiques de la biodiversité ;
- difficulté à suivre les espèces très mobiles, les espèces des grands fonds, du sol, des zones tropicales éloignées et isolées, virus et bactéries, entités de type prion, etc.

## Quels indicateurs de biodiversité?
Des efforts sont faits pour constituer des référentiels partagés d'indicateurs de biodiversité. Ces efforts sont récents mais nombreux et intenses. 
Ces indicateurs sont nécessaires pour comprendre les principes qui régissent l'évolution de la biodiversité, la vitesse et l'ampleur des changements induits par les activités humaines, directs et indirects (ex : impact de l'augmentation des UV lié au trou de la couche d'ozone et impacts des modifications climatiques).
La Convention sur la diversité biologique engage les États signataires (tous les États de la planète) à publier en 2010 une évaluation précise de l'efficacité de leurs actions en faveur de l'arrêt de la régression de la biodiversité. Pour les y aider, le secrétariat a compilé une liste de 236 indicateurs potentiels, qu’il classe par niveau de perception (écosystème - espèce - gène) et par type de milieux (indicateurs généraux, biodiversité forestière, biodiversité agricole, biodiversité aquatique intérieure et marine, etc.). 
On peut distinguer différents types de variables indicatrices :
- variables patrimoniales (ex. : évolution du nombre d’espèces (incluant espèces dites « charismatiques », et « clé de voûte »), évolution de la variabilité génétique totale et de la diversité des écosystèmes) ;
- variables décrivant le caractère fonctionnel de la biodiversité, comme élément fondamental des écosystèmes (ex. : état des réseaux trophiques, du maillage écologique, ou la résilience des différents services écosystémiques) ;
- état - pression - réponse (Les pressions sont décrites par des variables « négatives » (ex : espèces invasives, pollution lumineuse, fragmentation écologique et isolats génétiques...). Des seuils sont proposés ou validés, indiquant des degrés de menace directe ou indirectes, immédiates ou différées et des niveaux de gravité) ;
- diversité biologique dans la nature « banale » et/ou domestiquée (espèces élevées et cultivées), qui elle aussi peut se dégrader.

Finalement, pour combler le manque d'indicateurs d'état faisant référence universelle, le GEO-BON (Group on Earth Observaion – Biodiversity Observation Network) a défini en 2013 un ensemble de variables essentielles de la biodiversité (VEB/EBV), à l'image des variables climatiques essentielles. Ces 21 EBV, organisées en 6 classes allant de la diversité génétique des espèces à la diversité écosystémique globale en passant par la composition et la fonctionnalité des communautés d'espèces, constituent l'ensemble nécessaire et suffisant des variables mesurables ou déductibles de mesures in situ, qui permettent de décrire et de prédire l'état et la dynamique de la biodiversité, et d'harmoniser les efforts de surveillance, de recherche, de prévision et de gestion dans ce domaine par nature très divers.
L'IPBES utilise le cadre conceptuel des EBV pour son analyse périodique des statuts et tendances de la biodiversité globale. En France, l'Observatoire national de la biodiversité rassemble un jeu d'indicateurs alignés sur les EBV, destinés à suivre la biodiversité: son état, les pressions et les menaces qui pèsent sur elle, et les réponses de la société,; le cadre EBV est également le cadre conceptuel retenu pour le Programme national de surveillance de la biodiversité terrestre.

## Qu'est-ce qu'un indicateur de biodiversité?

### Définition
De manière générale, un indicateur est le résumé d'une information complexe qui offre la possibilité aux différents acteurs (scientifiques, gestionnaires, politiques et citoyens) de dialoguer entre eux.
Un indicateur de biodiversité doit permettre de quantifier la biodiversité et ses variations de répartition spatio-temporelle. Il doit aider à évaluer quantitativement et qualitativement l'état de santé et la richesse du monde vivant.
Cependant, un indicateur est toujours un modèle de la réalité, non la réalité elle-même ; c'est pourquoi il doit être accompagné d'informations qualitatives et de commentaires.

### Rôle de l'indicateur
- Des indicateurs synthétiques facilitent la communication, notamment par un langage et référentiel commun.
- Évaluation des politiques de conservation
- Évaluation de la compensation d'impacts 
 En fournissant des données quantifiées, il permet de déterminer concrètement le nombre et la qualité des dispositifs à mettre en place lors de la perturbation d'un milieu par l'humain et ses activités.
- Identification des mécanismes propres à la biodiversité
- Évaluations particulières, par exemple du degré d'adaptation des espèces et écosystèmes au changement climatique et de l'importance de ce dernier en termes d'impacts écologiques.
- Information et éducation des citoyens

Pour l'UICN France, cet indicateur doit permettre de :
- mieux connaître et suivre l’état de la biodiversité sur chaque territoire (caractéristiques de la biodiversité, pressions qui s’exercent sur elle, impacts sur les services qu’elle fournit), et ses enjeux ;
- suivre et évaluer les dispositifs et moyens qu’elles mettent en œuvre pour y répondre ;
- rapporter et communiquer sur leur implication pour préserver la biodiversité et les progrès accomplis ;

### Caractéristiques de l'indicateur
Un indicateur efficace doit répondre à plusieurs critères :
- robuste, fiable, précis : il doit refléter effectivement les variations de ce qu'il est censé synthétiser ;
- compréhensible et utilisable par tous les acteurs (Protocole simple et applicable d'année en année) ;
- met en évidence les liens entre les différents composants de l'écosystème ;
- faible coût.

## Le modèle Pression, État, Réponse
Le modèle Pression, État, Réponse a été mis en place par l'Organisation de coopération et de développement économiques (OCDE). Il a servi de base pour de nombreux travaux sur les indicateurs de biodiversité.
Ce modèle est basé sur la notion de causalité : les humains et leurs activités exercent des pressions sur les écosystèmes et modifient leur qualité et leur quantité. La société répond à ces modifications par différentes mesures de protection, de dépollution.

### Indicateurs de pression
Ils visent généralement à identifier les causes d'altérations écologiques aux échelles génétique, spécifiques et écopaysagères. On distingue les pressions directes (pollutions, prélèvement) des pressions indirectes (activités humaines à l'origine des altérations). La rapidité de la progression d'un phénomène peut aussi être un indicateur pertinent.
Exemples :
- diversité génétique (intraspécifique et spécifique) ;
- modifications de paramètres concernant les individus d'une espèces considérée comme représentative (indicatrice) d'un milieu, d'une fonction, d'une niche écologique, etc ;
- survie/mortalité (37 cas), temps de développement, masse/taille du corps.

corps/taille (20). Pour les parasitoïdes, 128 paramètres ont été quantifiés, la majorité
concernant les lectines ou les inhibiteurs des protéases. Les mesures les plus fréquentes
étaient: fécondité (23 expériences), longévité des adultes, taux de parasitisme (dix-sept chacun),
taille du corps, mortalité, et temps de développement larvaire (Tableau 4-8).
...et aux échelles paysagères
- Destruction, fragmentation des habitats (% d'une surface concernée, et rapidité de la progression du phénomène)
  - Connectivité des écosystèmes
  - Surface des forêts
  - Nombre de barrages
- Exploitation
  - Effort de pêche
- Invasion biologique (nombre d'espèces, surfaces concernées, coût des invasions biologiques)
- Pollutions
  - ex. : Apport en azote et/ou phosphore (eutrophisation, dystrophisation)

### Indicateurs de réponse
Ils illustrent l'état d'avancement des mesures prises en faveur de la restauration, de la protection et/ou de la gestion des écosystèmes et de la biodiversité.
Exemples :
- zones protégées :
  - Nombre de sites,
  - Surface des sites ;
- efficacité de gestion des zones protégées.

### Indicateurs d'état
Ils se rapportent à la qualité et la quantité de la diversité génétique, spécifique et écosystémique.
Exemple :
- état de la diversité intraspécifique (indice de diversité génétique) :
  - changement de la diversité génétique des espèces animales et végétales domestiquées,
  - changement de statut des espèces menacées ;
- état de la diversité spécifique :
  - indicateurs relatifs à la population d'une seule espèce (espèce indicatrice, clé de voûte, emblématique ou parapluie),
  - richesse spécifique (taille de population et variations),
  - aire de répartition,
  - probabilité d'extinction.

Deux exemples de programme d'indicateur de la biodiversité spécifique :
- STOC (Suivi temporel des oiseaux communs)
Ce programme se base sur les variations d'abondance des oiseaux. Le succès de ce programme est du en partie à la robustesse de l'indicateur, à la simplicité du protocole et au fait qu'il soit abordable pour le grand public ;
- Living Planet Index
Ce programme est basé sur les variations d'abondances des vertébrés. L'indicateur est un ratio des tailles de population entre la date t et 1970.

- État de la diversité écosystémique.

## Les bio-indicateurs

### Définition
Un bioindicateur est un élément appartenant au monde du vivant (molécule, végétal, animal, fongique…) donnant des informations sur son milieu et son environnement. Du fait de leurs particularités écologiques, ces bioindicateurs constituent l'indice précoce de modifications biotiques ou abiotiques de l'environnement dues à des activités humaines.
On distingue deux types de bioindicateur.
- Bioindicateur d'accumulation
Il s'agit d'organisme, partie d'organisme ou communauté d'organismes qui accumulent certaines substances présentes dans son environnement.
- Bioindicateur d'effet ou d'impact
Il s'agit d'organisme, partie d'organisme ou communauté d'organismes qui présentent des modifications ou non en fonction de leur exposition à diverses substances présentes dans leur environnement. Ces modifications proportionnelles ou non à l'exposition se traduisent entre autres, par des modifications d'ordre morphologique, cellulaire, comportementale, etc.

En plus des caractéristiques de l'indicateur, le bioindicateur doit être bien connu sur le plan scientifique (alimentation, reproduction, voie d'exposition aux polluant, place dans la chaîne alimentaire, etc.)

## Acteurs des indicateurs de la biodiversité
À échelle mondiale, c'est le World Conservation Monitoring Center qui centralise la plupart des données principalement regroupées par, d'une part, de grandes institutions (muséums) et ONG, comme le World Wildlife Fund (WWF), l'Union mondiale pour la Nature (IUCN) ou le Programme des Nations unies pour l'environnement (UNEP), et, d'autre part, par des réseaux d'amateurs et diverses institutions et associations (Ligue pour la protection des oiseaux, Inventaire national du patrimoine naturel, Institut Français de la Biodiversité, etc.)
Les citoyens naturalistes ont aussi un rôle essentiel à jouer dans la récolte des données sur de larges territoires.
Une expérience de comptage des papillons par les particuliers déjà réalisée en Grande-Bretagne a été lancée en France par le Muséum national d'histoire naturelle et Noé conservation. L’« Observatoire des Papillons des jardins », première expérience d’observatoire grand public de la biodiversité en France, est un des outils pour construire dans un futur proche des actions de protection des papillons et de la biodiversité en général. En 2008, pour mieux suivre les réponses phénologiques aux changements climatiques, le CNRS a en mars 2008 proposé d'associer tous les jardiniers de France volontaires à un « observatoire des saisons ».
À titre d'exemple, l'Union européenne a retenu vingt-six indicateurs de la biodiversité évaluant des tendances à améliorer ou « stabiliser » avant 2010 (dans le cadre du Processus SEBI 2010)
1 Abondance et répartition d’espèces (sélectionnées pour leur représentativité et en fonction de la disponibilité de données)
2 Liste rouge européenne des espèces menacées
3 espèces d'intérêt européen (dite d'« intérêt communautaire »)
4 « Ecosystem coverage »
5 habitats d'intérêt européen
6 diversité génétique chez les espèces vivantes
7 aires désignées comme « protégées », par pays de l’UE
8 sites désignés dans le cadre de la Directive Habitats et de la Directive Oiseaux
9 dépassement du seuil critique pour l'azote
10 Espèces exotiques invasives en Europe
11 évolution du nombre d’espèces indicatrices de changements de température
12 Indice trophique marin (pour les mers européennes)
13 Degré de fragmentation écologique des écosystèmes naturels et semi-naturels
14 Fragmentation des cours d’eau
15 Taux de nutriments dans les eaux de transition (estuaires), côtières et marines
16 qualité des eaux douces
17 Forêt : « matériel » sur pied, taux d’accroissement et coupes
18 Forêts : Indicateur « Bois-mort »
19 Agriculture : bilan azoté
20 Agriculture : zone relevant de pratiques de gestion potentiellement favorables à la biodiversité
21 Pêche : état et évolution des stocks de poisson commercialisés
22 Aquaculture : qualité des effluents de piscicultures
23 Empreinte écologique des pays européens
24 Demandes de brevets fondées sur les ressources génétiques
25 Financement de gestion de la biodiversité
26 Sensibilisation du public